# Panislamisme
Ne doit pas être confondu avec panarabisme ou panturquisme.
 (décembre 2022).
Si vous disposez d'ouvrages ou d'articles de référence ou si vous connaissez des sites web de qualité traitant du thème abordé ici, merci de compléter l'article en donnant les références utiles à sa vérifiabilité et en les liant à la section « Notes et références ».
En pratique : Quelles sources sont attendues ? Comment ajouter mes sources ?

Islam par pays: Sunnites Chiites Ibadites

Drapeau de la Chahada, souvent associé au panislamisme.

Le panislamisme est un mouvement politico-religieux réclamant l'union de toutes les communautés musulmanes (Oumma) dans le monde (sans distinction de l’origine ethnique), et des territoires considérés comme musulmans (Dar al-Islam), généralement sous la direction d'un calife et « commandeur des croyants ».

## Histoire
Cette idéologie est d'abord défendue par les sultans ottomans (en tant que « successeurs du Messager de Dieu » et « commandeurs des croyants »), notamment par Abdulhamid ll pour contrer l'émergence des nationalismes en territoire ottoman, puis par les Jeunes-Turcs qui le superposaient au panturquisme pour justifier le génocide des chrétiens d'Anatolie. Elle devient influente après la Première Guerre mondiale avec l'application de l'accord Sykes-Picot, qui met fin aux espoirs des nationalistes arabes d'avoir un État arabe libre et indépendant. Le panislamisme est un courant de pensée qui se réclame anticolonialiste et anti-impérialiste, bien que sa politique vis-à-vis des dhimmis soit considérée comme impérialiste, entrant très souvent en conflit avec les autres courants nationalistes arabes, en particulier ceux laïcs ou séculiers.

## Penseurs panislamiques chiites et sunnites

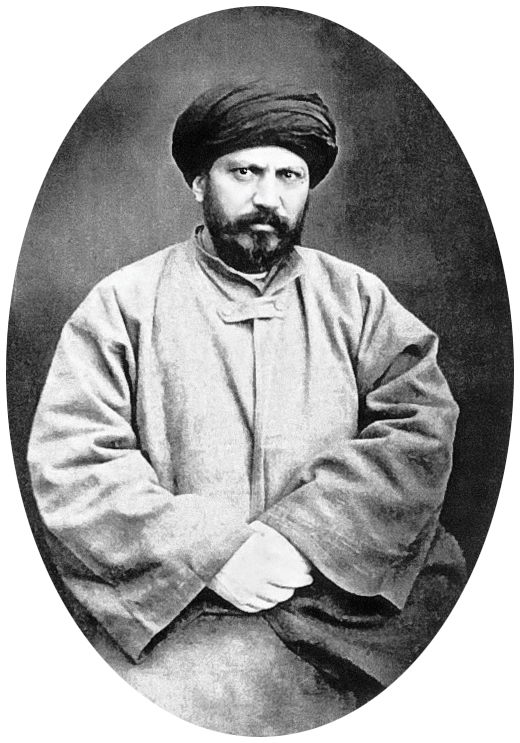
Image restaurée de Sayyid Dschamāl ad-Dīn al-Afghānī (جمال الدين الافغاني, Ǧamal al-Dīn al-Afġānī) ; né en ~1839, décédé en 1897-03-09

Djemâl ad-Dîn al-Afghâni (1838-1897) et Mohamed Abduh (1849-1905), considérés comme les fondateurs du modernisme islamique, peuvent être vus comme des penseurs « réellement » panislamiques, au sens étymologique premier, car regroupant chiites et sunnites.

### Ouvrages anciens
- Générale Bajolle (1921). Le Panislamisme et la paix mondiale. Revue Mondiale, 140(1).
- Samné G. (1919) La Khalifat et le Panislamisme. Imprimerie Dubois et Bauer.
- Taghizade, S. H. (1913). Le Panislamisme et le Panturquisme. Revue du Monde musulman, 22, 179-220.
- Bouvat L. (1907). La presse anglaise et le panislamisme. Revue du Monde Musulman, 1, 404-405.
- Hurgronje C.S. (1901) Les confréries religieuses, la Mecque et le Panislamisme. Revue de l'histoire des religions, 262-281 résumé.